# بطولة الأمم الرئيسية 1897
بطولة الأمم الرئيسية 1897 (بالإنجليزية: 1897 Home Nations Championship)‏ هو الموسم 15 من  بطولة الأمم الرئيسية. كان عدد الأندية المشاركة فيه  4.